# راسيل هوبي
راسيل هوبي (بالإنجليزية: Russell Hobby)‏ هو نقابي بريطاني، ولد في 22 يناير 1972 في أبينغدون أون تيمز ‏ في المملكة المتحدة.